# Уни, Пьер
Пьер Уни (англ. Pierre Unia, 17 августа 1933, Рабат, Рабат-Сале-Заммур-Заер — 15 сентября 2018, Сен-Жюльен-ан-Женевуа) — французский актёр, кинопродюсер, сценарист, режиссёр.

## Фильмография
Документальные фильмы
| Год  | Русское название     | Оригинальное название | Вид участия |
| ---- | -------------------- | --------------------- | ----------- |
| 1992 | Отличные полицейские | Universal cops        | продюсер    |

Романтические фильмы (фильмы о любви)
| Год  | Русское название       | Оригинальное название | Вид участия                     |
| ---- | ---------------------- | --------------------- | ------------------------------- |
| 1984 | Спальня старшеклассниц | Dortoir des grandes   | режиссёр, сценарист, композитор |

Комедия
| Год  | Русское название | Оригинальное название | Вид участия                                                     |
| ---- | ---------------- | --------------------- | --------------------------------------------------------------- |
| 1983 | Кошечка          | Baby Cat              | режиссёр, сценарист, продюсер, композитор, подводная фотосъёмка |

Драма
| Год  | Русское название       | Оригинальное название      | Вид участия                     |
| ---- | ---------------------- | -------------------------- | ------------------------------- |
| 1974 | Хозяйки каникул        | Les maîtresses de vacances | режиссёр, сценарист             |
| 1984 | Спальня старшеклассниц | Dortoir des grandes        | режиссёр, сценарист, композитор |
| 1985 | Неуважение к нравам    | Outrage aux moeurs         | режиссёр, сценарист             |

Адульт (18+)
| Год  | Русское название                           | Оригинальное название                    | Вид участия                               |
| ---- | ------------------------------------------ | ---------------------------------------- | ----------------------------------------- |
| 1974 | Хозяйки каникул                            | Les maîtresses de vacances               | режиссёр, сценарист                       |
| 1975 | К ноге!                                    | Le pied!..                               | режиссёр, сценарист, продюсер             |
| 1976 | Кэндис Кэнди                               | Candice Candy                            | режиссёр, сценарист                       |
| 1980 | Игривые каникулы                           | Vacances polissonnes                     | режиссёр                                  |
| 1981 | Девушки по номинальной стоимости           | Jeunes filles au pair                    | режиссёр                                  |
| 1981 | Хозяйка путешествует без плавок            | L’hôtesse voyage sans slip               | режиссёр                                  |
| 1982 | Зрительница                                | Les voyeuses                             | режиссёр, продюсер                        |
| 1982 | Рыхлитель                                  | Les défonceuses                          | режиссёр, сценарист, композитор           |
| 1982 | Рты для удовольствий, зады для пользования | Bouches à plaisir, culs pour jouir       | режиссёр, сценарист, продюсер, композитор |
| 1983 | Девочка подросток и уже п…                 | Adolescente et déjà p…                   | режиссёр                                  |
| 1985 | Вымыслы одного новичка                     | Fantasmes pornos d’une novice en chaleur | режиссёр                                  |
| 1986 | Испытания девственных попок на карибах     | Fesses vierges à l’essai aux Caraïbes    | режиссёр                                  |